# Julius Brandt

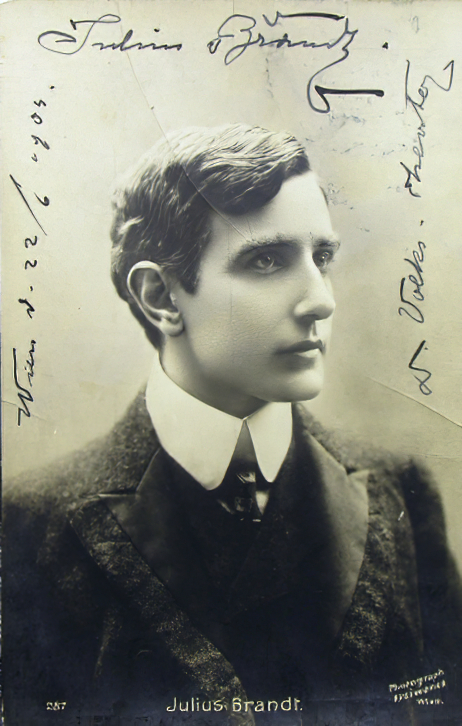
Julius Brandt (1905)

Julius Brandt (* 5. März 1873 in Olmütz, Österreich-Ungarn; † 26. Dezember 1949 in Wien) war ein österreichischer Schauspieler, Theaterregisseur, Filmregisseur und Drehbuchautor.

## Leben
Der Sohn eines Kapellmeisters erhielt eine Gesangs- und Schauspielausbildung. Sein Debüt gab er 1890 in Innsbruck. Danach agierte er in Klagenfurt und 1892 am Königlich Städtischen Theater in Olmütz. Die nächsten Theaterstationen waren Dresden, Teplitz, Linz und Salzburg.
Im Herbst 1898 trat er erstmals in Wien am dortigen Carltheater auf. 1900 spielte er in Hamburg am Deutschen Volkstheater, wo er schließlich zum Theaterleiter aufstieg. 1911 kehrte er als Schauspieler und Oberregisseur des Kabarettlokals Hölle nach Wien zurück. 1912 wechselte er an die Residenzbühne.
In diesem Jahr gab der 39-Jährige seinen Filmeinstand in der Produktion Musikantenlene. Er wechselte nach Deutschland und versuchte sich mit geringem Erfolg als Serien-Krimineller Charly Bill in mehreren Filmen. Bald erhielt er nur noch kleine bis sehr kleine Rollen, so dass er sein Hauptaugenmerk auf die Theaterarbeit richtete, wo er vorwiegend als Regisseur tätig war.
1937 ging er wieder nach Wien und erhielt dort beim Film anfangs auch Hauptrollen, so in Haydns letzter Besucher (1939) als Titelfigur Joseph Haydn. Als wichtiger Schauspieler des NS-Staats wurde Brandt auf die Gottbegnadeten-Liste von Goebbels aufgenommen. Er verfasste Drehbücher, führte ausnahmsweise Regie und stand bis zu seinem Tod im Jahr 1949 vor der Kamera.
Seine Grabstätte befindet sich laut Friedhöfe Wien auf dem Grinzinger Friedhof in Wien (13-2-7).

## Filmografie
- 1912: Die Musikantenlene
- 1913: Das Geheimnis der Lüfte
- 1915: Der Herr ohne Wohnung
- 1919: Die Sonne bringt es an den Tag
- 1919: Manon. Das hohe Lied der Liebe
- 1919: Wenn das Leben nein sagt
- 1919: Pogrom
- 1919: Schönheitskonkurrenz
- 1919: Das Fest der Rosella
- 1920: Der Gefangene
- 1920: Die Dorfhexe
- 1920: Tötendes Schweigen
- 1920: Auri Sacra Fames (2 Teile)
- 1920: Die Frau im Himmel
- 1921: Um den Sohn
- 1921: Die Geierwally
- 1921: Weib und Palette
- 1923: Das alte Gesetz
- 1923: Bohème
- 1925: Der Herr ohne Wohnung
- 1926: Das Geheimnis von St. Pauli
- 1927: Die Weber
- 1927: Die Geliebte des Gouverneurs
- 1927: Das Geheimnis des Abbé X
- 1927: Herbstzeit am Rhein
- 1927: Ich habe im Mai von der Liebe geträumt
- 1929: Frühlingsrauschen
- 1929: Das Schweigen im Walde
- 1929: Ich lebe für Dich
- 1930: Zwei Welten
- 1930: Menschen im Käfig
- 1931: Eine Stunde Glück
- 1931: Mary
- 1931: Meine Frau, die Hochstaplerin
- 1931: Die große Liebe
- 1931: Der brave Sünder
- 1932: Der Feldherrnhügel
- 1932: Drei von der Stempelstelle
- 1932: Das Abenteuer der Thea Roland
- 1932: Theodor Körner
- 1932: Ein süßes Geheimnis
- 1932: Die Gräfin von Monte Christo
- 1932: Der weiße Dämon
- 1932: Eine von uns
- 1932: Die Herren vom Maxim
- 1933: Die kleine Schwindlerin
- 1934: Die Töchter ihrer Exzellenz
- 1934: Der junge Baron Neuhaus
- 1936: Mädchenjahre einer Königin
- 1936: Drei Mäderl um Schubert
- 1936: Standschütze Bruggler
- 1936: Ein Hochzeitstraum
- 1936: Die Nacht mit dem Kaiser
- 1937: Liebling der Matrosen
- 1937: Musik für dich
- 1937: Die ganz großen Torheiten
- 1938: Spuk im Museum (nur Drehbuch und Regie)
- 1938: Andere Länder, andere Sitten
- 1938: Der Optimist
- 1938: Kameraden auf See
- 1939: Marguerite: 3
- 1939: Das Ekel
- 1939: Haydns letzter Besucher
- 1939: Unsterblicher Walzer
- 1939: Eine kleine Nachtmusik
- 1940: Falstaff in Wien
- 1941: So gefällst Du mir
- 1941: Der Weg ins Freie
- 1941: Der Meineidbauer
- 1941: Tanz mit dem Kaiser
- 1942: Der Fall Rainer
- 1942: Rembrandt
- 1943: Der kleine Grenzverkehr
- 1944: Die Frau meiner Träume
- 1944: Die Feuerzangenbowle
- 1945: Am Abend nach der Oper
- 1947: Seine einzige Liebe  (auch Drehbuchmitarbeit)
- 1949: Lambert fühlt sich bedroht
- 1949: Zweimal verliebt (Liebe Freundin)
- 1949: Eroica